# Capacidad de campo

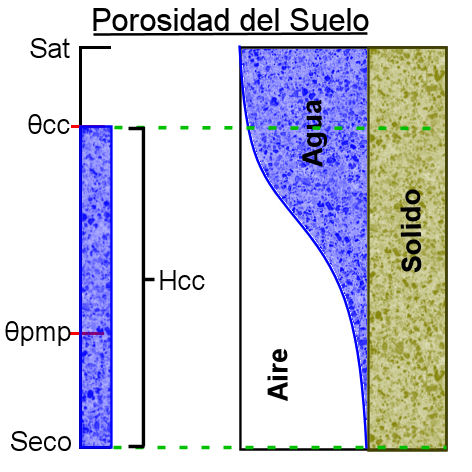
Diagrama del contenido de agua en el suelo a Capacidad de Campo. Especificando su contenido volumétrico (θ) y la altura de agua (H).

La Capacidad de Campo (CC) es el contenido de agua o humedad que es capaz de retener el suelo luego de saturación o de haber sido mojado abundantemente y después dejado drenar libremente, evitando pérdida por evapotranspiración hasta que el potencial hídrico del suelo se estabilice (alrededor de 24 a 48 horas después de la lluvia o riego). El término se introdujo en 1922 por los autores Israelson y West.
Corresponde aproximadamente al contenido de agua que retiene una muestra de suelo saturada y luego sometida a una tensión de -0,33 bares (Richards y Weaver, 1944). Aunque es dependiente del tipo de suelo que tan representativo de la realidad sea este método de laboratorio, por lo que otros autores han propuesto diferentes tensiones para diferentes suelos.
Se obtiene de la siguiente manera:
| Símbolo                | Nombre                                                               |
| ---------------------- | -------------------------------------------------------------------- |
| {\displaystyle w_{cc}} | Contenido gravimétrico de humedad en el suelo                        |
| {\displaystyle W_{SH}} | Peso de la muestra de suelo húmedo sometido a -0,33 bares de tensión |
| {\displaystyle W_{SS}} | Peso de la muestra de suelo secada hasta peso constante a 105 °C     |

Generalmente se expresa el contenido de agua en suelo por la forma gravimétrica de humedad (ω) en unidades de gH2O/gSuelo seco o Volumétrica de Humedad (θ) en unidades de cm³H2O/cm³Suelo. Si no se expresan las unidades, se asume que se refiere al contenido gravimétrico.
En la práctica, las muestras de suelo para obtener la capacidad de campo se toman en los diferentes horizontes que el perfil de suelo posee.

## Dinámica del agua en el suelo
En la imagen se esquematiza el concepto de Capacidad de Campo y la dinámica general del agua en el suelo.
Dinámica del contenido del agua en el suelo, especificando los puntos de Saturación (Sat), Capacidad de Campo (CC), Humedad del Suelo (Pw), Punto de Marchitez Permanente (PMP) y Seco. Además las alturas de agua derivadas de los contenidos, Agua de Drenaje, Humedad aprovechable (Ha), Humedad disponible o de déficit (Hd) y Agua Higroscópica.
La Capacidad de Campo es el contenido de agua o humedad que es capaz de retener el suelo luego de saturación o de haber sido mojado abundantemente y después dejado drenar libremente.

## Hidrología
En hidrología se entiende como contenido de humedad que alcanza el suelo cuando no puede absorber más agua de forma natural de la lluvia. Se considera entonces que el suelo ha alcanzado la capacidad de campo. Este dato puede ser muy variable incluso en el mismo suelo a lo largo del tiempo. En laboratorio este valor se considera cuando el pF, potencial de succión, es igual a 2 o lo que es lo mismo cuando la succión ha alcanzado 100 centímetros de columna de agua. La capacidad de campo es un dato muy importante porque nos da una idea del grado de absorción que tiene el suelo, sus reservas de agua ante una previsible sequía o el momento en que empezará a escurrir.